# Ulgoland
Ulgoland es un territorio de ficción creado por el escritor de fantasía épica David Eddings y que aparece en sus obras de las Crónicas de Belgarath y Mallorea.

## Descripción
Ulgoland es la tierra donde están los ulgos.
Es una tierra montañosa con grandes y profundas cavernas en las que vive la mayor parte de la población.
Está rodeada por el Sur Tolnedra, por el Norte, Sendaria, por el Este, Algaria y por el Oeste, Arendia.
También está poblada por monstruos, como los hrulgos, los algroths o Grul.
El accidente más sobresaliente es la montaña sagrada de Prolgu.
Debajo de las montañas, hay grandes galerías tan profundas que un sonido puede estar rebotando en la piedra durante varios años, tan largas que pueden llegar hasta Cthol Murgos.
Dentro de las montañas también hay agua y, como el lago en el que está la casa del Gorim.
Un hecho importante fue cuando el ejército de Torak pasó por la región y los ulgos mataron a muchos soldados en la noche, cuando Belgarath pasó por las cavernas cuando perseguían el Orbe de Aldur y cuando pasaron para buscar a Geran.
- Datos: Q9091168